# Noordelijk kampioenschap hockey heren 1932/33
Het Noordelijk kampioenschap hockey heren 1932/33 was de 5e editie van deze Nederlandse veldhockeycompetitie. Dit seizoen werd dit kampioenschap voor het eerst door de (nog niet koninklijke) NHB georganiseerd. De vier seizoenen hiervoor werd de competitie gehouden onder leiding van de Noordelijke Hockey Bond. 
In de zomer van 1932 waren de sterkste noordelijke hockeyverenigingen overgestapt naar de landelijke bond. GHBS, HVA, GCHC, Sneek en HHC bleven nog een jaar de Noordelijke Hockey Bond trouw.  
Het kampioenschap was wederom voor DBS, dat daarmee haar 5e achtereenvolgende noordelijk kampioenschap won. Hiermee werd een record gevestigd dat later nog slechts door HMC zou worden geëvenaard.

## Promotie en degradatie
Er was in het noorden nog slechts één noordelijke afdeling. Er was dit seizoen dan ook geen sprake van promotie en degradatie.

## Eindstand
| pos | club | gs | w | g | v | pnt | dv | dt | ds  |
| --- | ---- | -- | - | - | - | --- | -- | -- | --- |
| 1.  | DBS  | 8  | 7 | 1 | 0 | 15  | 31 | 13 | +18 |
| 2.  | HCW  | 8  | 4 | 2 | 2 | 10  | 21 | 14 | +7  |
| 3.  | LHC  | 8  | 3 | 1 | 4 | 7   | 16 | 24 | -8  |
| 4.  | Rap. | 8  | 2 | 2 | 4 | 6   | 14 | 18 | -5  |
| 5.  | GHC  | 8  | 0 | 2 | 6 | 2   | 11 | 24 | -12 |

1928/29 · 1929/30 · 1930/31 · 1931/32 · 1932/33 · 1933/34 · 1934/35 · 1935/36 · 1936/37 · 1937/38 · 1938/39 · 1939/40 · 1940/41 · 1941/42 · 1942/43 · 1943/44 · 1944/45 · 1945/46 · 1946/47 · 1947/48 · 1948/49 · 1949/50 · 1950/51 · 1951/52 · 1952/53 · 1953/54 · 1954/55 · 1955/56 · 1956/57 · 1957/58 · 1958/59 · 1959/60 · 1960/61 · 1961/62 · 1962/63 · 1963/64 · 1964/65 · 1965/66 · 1966/67 · 1967/68 · 1968/69 · 1969/70 · 1970/71 · 1971/72 · 1972/73